# Paz

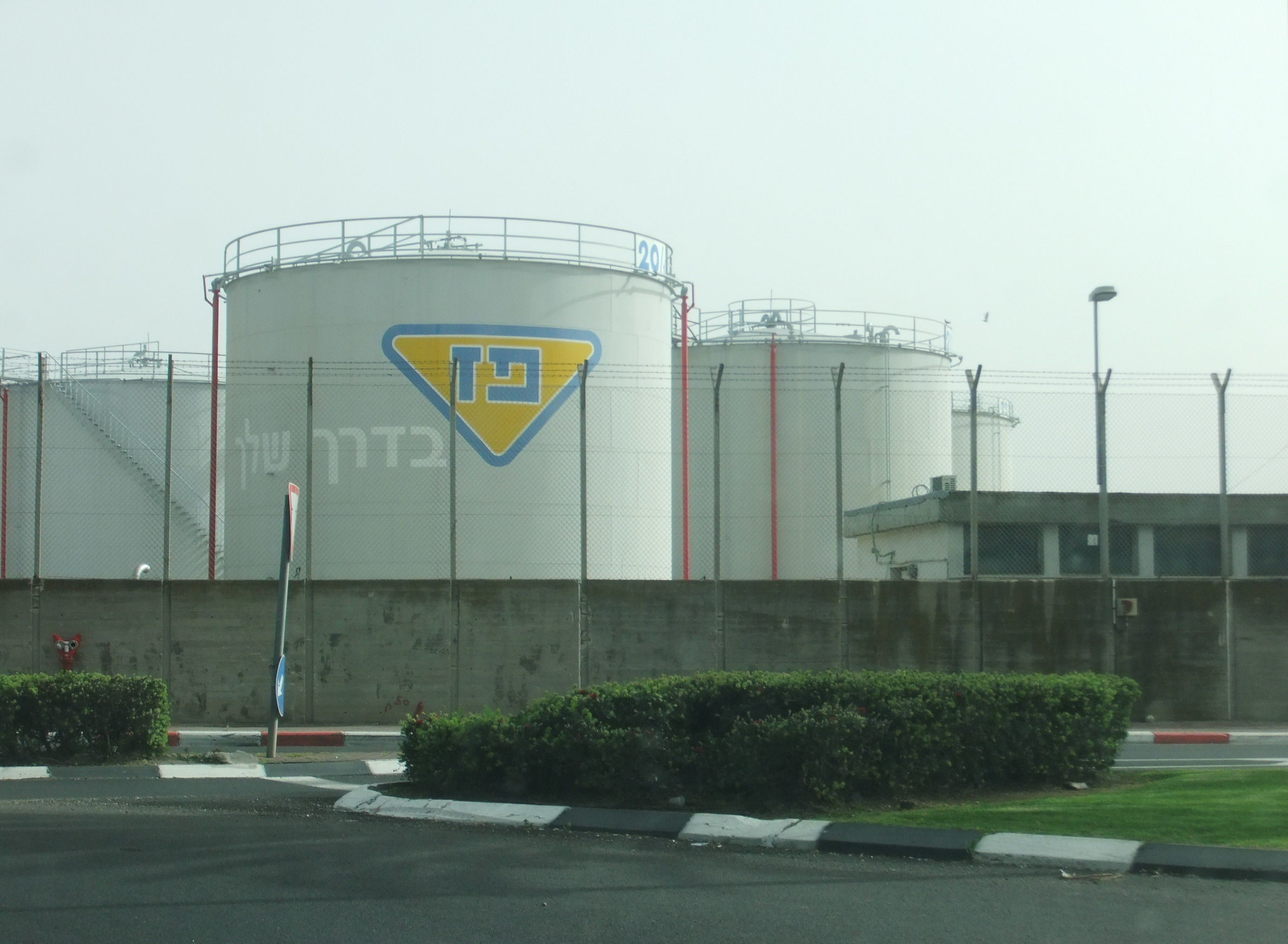
Opslagtanks van Paz, vlak bij de Luchthaven Ben-Gurion

Paz Oil Company Ltd. (Hebreeuws: פז חברת הנפט בע"מ) (פז betekent goud) is het grootste energiebedrijf in Israël. De firma levert 30% van het benzine-aanbod aan de privésector aldaar via 31% van de tankstations. Het beschikt over een groot aantal dochterbedrijven, waaronder de maatschappij Pazgas die gas in tanks aan huishoudens door geheel Israël levert, en de fastfoodketen Burgeranch.

## Geschiedenis
Paz werd opgericht in 1922 als de Anglo-Asiatic Petroleum-maatschappij. Sinds 1927, nog tijdens het Britse mandaat over Palestina, maakte het deel uit van het internationale Shell-netwerk en opereerde het onder die naam.
In 1958 werd Shell door de Arabische boycot op Israël gedwongen afstand te nemen van het bedrijf, dat overging in de handen van de Brit Isaac Woolfson en de gebroeders Nachmias uit Frankrijk. De naam werd ditmaal veranderd in Paz Petroleum Company Ltd. Het nieuwe symbool, een gele driehoek die op een punt staat, lijkt nog veel op dat van Shell.
In 1981 verkocht Woolfson zijn aandelen aan de Israëlische overheid, die ze in 1988 doorverkocht aan de Australiër Jack Lieberman. In 2003 is het bedrijf 51% eigendom van de Israëlische zakenman Bino Zadik, via zijn holdingsmaatschappij, 20% van de Australische Lieberman-groep en 19% van de Israëlische Bank Leumi.